# 佐々木敦規
佐々木敦規（ささき あつのり、1967年4月8日 - ）は、バラエティとスポーツ番組を中心に活躍するディレクター。愛称は『あつのりん』。
ザイオン、ディ・コンプレックスを経て現在は自身が代表を務める制作チームFILM Design Worksを主宰。

## 来歴
生まれは三鷹の牟礼で、5歳から14歳までを札幌で過ごす。東京都立江北高等学校を経て1990年中央大学商学部経営学科卒業。大学時代からTBSテレビや日本テレビ、マガジンハウスなどでバイトを行う。これまでフジテレビジョンを中心に料理番組、K-1格闘技中継、プロレス中継、バラエティ、ドキュメンタリー、情報番組などで演出を担当。工藤浩之（ケイマックス）、香川春太郎らの元でADを務め、経験を積んだ。AD時代、堤幸彦から「今の給料の倍出すからウチ来ない？」と誘われた過去を持つ。『お台場お笑い道』では“バカなディレクター”役で時々絡んでいる。日本テレビのアナウンサー鈴木健は高校時代の同級生、元CHA-CHAの西尾拓美は中学時代のバンド仲間。

## 主な担当コンテンツ
- ももいろクローバーZ ステージ演出・ライブ映像
- ももクロChan〜Momoiro Clover Z Channel〜 演出（テレ朝動画）
- 「行くぞ、全国！」ももクロ全国行脚の幕が上がる 全国行脚 映像取材：ももいろクローバーZ佐々木彩夏
- ももいろ歌合戦 総合演出
- 木に梨はなる 演出（WOWOW）
- 井上尚弥ボクシング興行 監修
- 永野芽郁「非公開」 総合演出
- あなたのまだまだ知らない世界 演出プロデューサー（テレ朝動画）
- K-1 イベント演出、中継チーフディレクター
- QUINTET イベント演出、中継チーフディレクター
- LIVE STAND 22-23 東京&福岡 演出

## 監督作品

### テレビドラマ
- チャンネルはそのまま!（2019年3月18日 - 22日、北海道テレビ放送・Netflix）
- ナンバMG5（2022年4月13日 - 、フジテレビジョン）

### WEBドラマ・動画
- ももドラ momo+dra （2011年12月1日 - 2011年12月24日、テレ朝動画、2012年2月4日劇場公開）
- 都会のトム&ソーヤ ぼくらの砦（2021年7月16日 - 、ABEMA）

### 劇場公開
- アニバーサリー (映画) 「ハッピーバースデー」（2016年）

## これまで場内演出した主な国内会場
- 国立競技場（旧）
- 東京ドーム
- 日本武道館
- 国立代々木競技場
- 国技館
- 横浜国際総合競技場（日産スタジアム）
- 静岡県小笠山総合運動公園スタジアム（エコパスタジアム）
- 幕張メッセ
- 東京スタジアム（味の素スタジアム）
- さいたまスーパーアリーナ
- 横浜アリーナ
- 西武ドーム
- 千葉マリンスタジアム（ZOZOマリン）
- パシフィコ横浜
- 大阪城ホール
- 有明アリーナ
- マリンメッセ福岡
- 名古屋市総合体育館（日本ガイシホール）

## 主な過去担当番組
- とんねるずのみなさんのおかげでした
- お台場お笑い道
- K-1 BATTLE SCRAMBLE
- IPPONグランプリ
- ビートたけしのお笑いウルトラクイズ
- 上岡龍太郎にはダマされないぞ!
- 郁恵のお料理がんばるゾ!
- 郁恵・井森のお料理BAN!BAN!
- 郁恵・井森のデリ×デリキッチン!
- F-1 MONOコック
- プロ野球ニュース
- SRS
- ジャニーズ大運動会
- バッテンクイズ HEXAGON
- ファンタジーファイトWRESTLE-1
- アイドル道
- ジャンクSPORTS
- ももいろクローバーまる裸バラエティ 別冊ももクロChan - テレ朝チャンネル
- ももクロ式見学ガイド もも見!! - テレ朝チャンネル（監修）ほか